# Karl Traxler
Karl Traxler (* 4. Mai 1905 in Golling an der Erlauf; † 27. November 1982) war ein österreichischer Politiker (SPÖ) und Landwirt. Traxler war von 1946 bis 1949 Abgeordneter zum Landtag von Niederösterreich.
Traxler war zwischen 1924 und 1940 beruflich als Arbeiter bei der Firma Hitiag tätig und übernahm 1940 einen Bauernhof in Unter-Egging, auf dem er in der Folge arbeitete. Er war Mitglied des Republikanischen Schutzbundes und wurde 1945 zum Volkssturm eingezogen. Nach dem Ende des Zweiten Weltkriegs war er zwischen 1945 und 1975 Gemeinderat in Ratzenberg bzw. Bergland und vertrat die SPÖ zwischen dem 17. Juni 1946 und dem 5. November 1949 im Niederösterreichischen Landtag, wobei er für den ausgeschiedenen Abgeordneten Oskar Helmer nachrückte. 